# Thomas Chenery

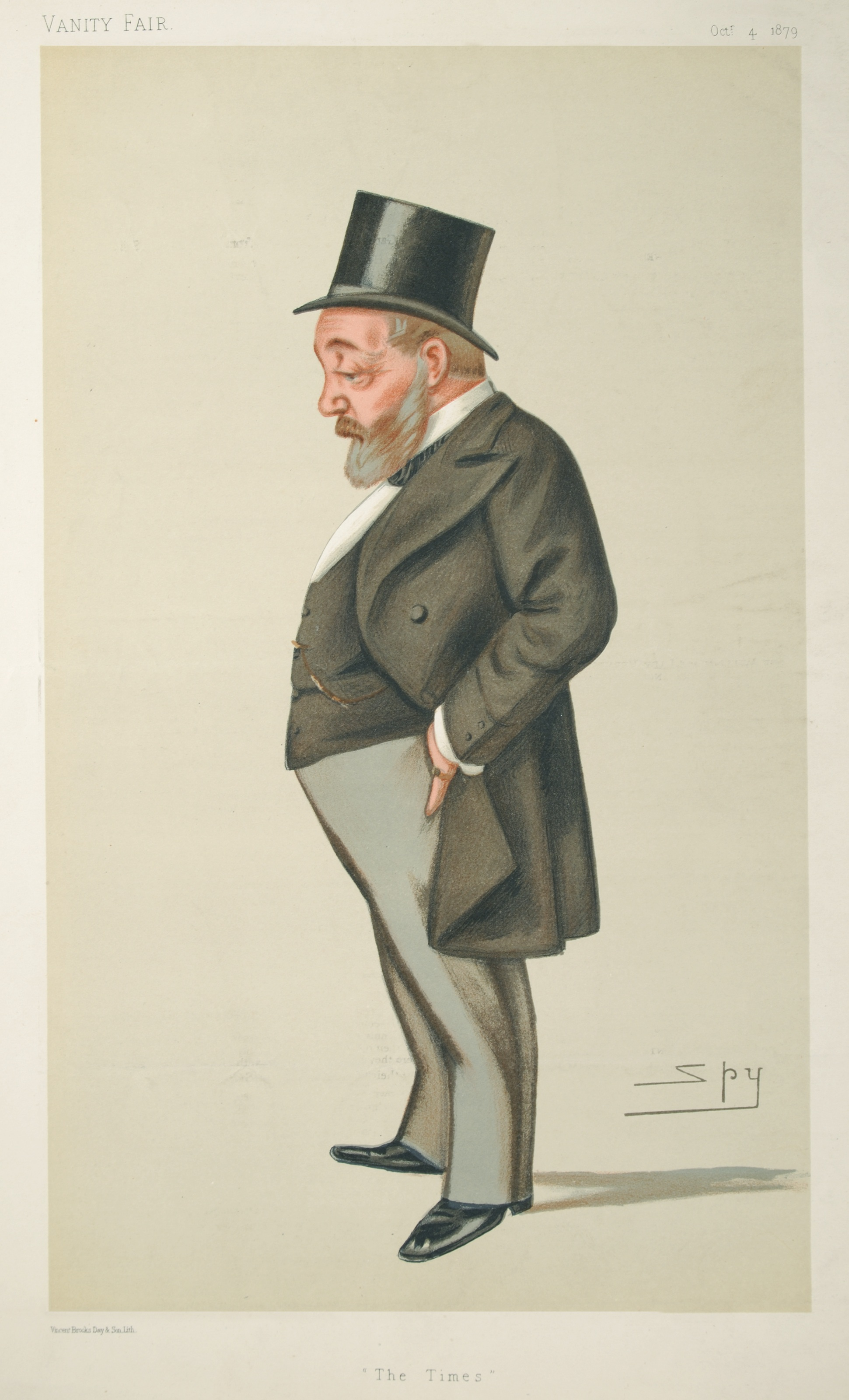
Thomas Chenery, Karikatur in der englischen Zeitschrift Vanity Fair von 1879

Thomas Chenery (* 1826 auf Barbados; † 11. Februar 1884 in London) war ein englischer Orientalist.
Chenery studierte am Eton College (Eton) und am Gonville and Caius College (University of Cambridge). Nach erfolgreichem Abschluss arbeitete er zunächst einige Zeit als Rechtsanwalt. Mit der Zeit wurde man auf seine Forschungen im Bereich der orientalischen Philologie aufmerksam und diese brachten ihm dann 1868 einen Lehrauftrag als „Prof. der arabischen Sprache“ an der University of Oxford ein.
Parallel dazu wurde Chenery auch Mitglied des Christ-Church College. 1870 berief man ihn als einen der Revisoren für eine neue autorisierte Übersetzung des Alten Testaments. Außerdem berief ihn die Royal Asiatic Society zu ihrem Ehrensekretär.

## Werke (Auswahl)
als Autor
- The Arabic language. 1869.

als Herausgeber
- al-Hariri: The assemblies of Al Hariri. 1867.
- Juda al-Charisis: Machberoth Ithiel. 1872 (nach Manuskripten der Bodleyanischen Bibliothek).

Dieser Artikel basiert auf einem gemeinfreien Text aus Meyers Konversations-Lexikon, 4. Auflage von 1888 bis 1890.
| Personendaten    | Personendaten          |
| ---------------- | ---------------------- |
| NAME             | Chenery, Thomas        |
| KURZBESCHREIBUNG | englischer Orientalist |
| GEBURTSDATUM     | 1826                   |
| GEBURTSORT       | Barbados               |
| STERBEDATUM      | 11. Februar 1884       |
| STERBEORT        | London                 |